# Madeleine Caulier
Madeleine Caulier est une héroïne populaire lilloise née en 1680 à Avelin.

## Histoire
Madeleine Caulier était une simple servante à l’auberge du Tournebride pendant le siège de Lille, au cours de la guerre de Succession d'Espagne.
Le 7 août 1708, les Anglais, commandés par Marlborough, assiègent Lille.
La servante entendit Michel Chamillart qui recherchait un messager pour transmettre des informations aux assiégés. Madeleine Caulier leur proposa de se rendre discrètement à Lille pour aller apporter elle-même le message au maréchal de Boufflers.
Elle parvint à entrer dans Lille après avoir été arrêtée par les soldats anglais à Templemars, et conduite au général Cadogan ; elle fit croire qu’elle se rendait chez son oncle malade à Ronchin. Après sa mission, elle revint à Avelin et refusa toute gratification.
Madeleine Caulier fut admise dans un régiment de dragons sans avouer son sexe et mourut glorieusement à la bataille de Denain en juillet 1712.

## Souvenir
Le monument aux morts d’Avelin la représente en femme attristée penchée sur la tombe d’un soldat. Une place et une station de métro à Lille portent son nom.